# Renato Aragão
Antônio Renato Aragão OMC, más conocido como Didi Mocó, su principal personaje, (Sobral, 13 de enero de 1935), es un actor, comediante, escritor, director y productor de televisión brasileño. Es muy famoso en Brasil por liderar por muchos años la extinta serie televisiva Os Trapalhões.